# Jahongir Vohidov
Jahongir Vohidov, conosciuto anche con la grafia Jakhongir Vakhidov, (Samarcanda, 27 aprile 1995) è uno scacchista uzbeko, grande maestro.
Ha vinto una medaglia d'oro alle Olimpiadi degli scacchi e una medaglia di bronzo ai Giochi asiatici.

## Carriera
Nel 2022 alle Olimpiadi degli scacchi di Chennai partecipa in quarta scacchiera con la rappresentativa ubzeka, ottenendo il punteggio individuale di 6,5 su 8. Vince la medaglia d'oro di squadra.
Nel 2023 ai Giochi asiatici di Hangzhou vince la medaglia di bronzo con la rappresentativa uzbeka, con il punteggio individuale di 2,5 su 4. Al campionato del mondo di Astana è uno dei secondi di Ding Liren.